# Liste de poètes de langue russe
Cet article répertorie des poètes ayant écrit en langue russe.
- Haut – A
- B
- C
- D
- E
- F
- G
- H
- I
- J
- K
- L
- M
- N
- O
- P
- Q
- R
- S
- T
- U
- V
- W
- X
- Y
- Z

## A
- Anna Akhmatova (1889–1966)
- Iakov Akim (1923-2013)
- Bella Akmadoulina (1937-2010)
- Margarita Aliguer (1915-1992)
- Innocent Annenski (1856–1909)
- Pavel Antokolski (1896–1978)
- Alexis Apoukhtine (1840–1893)
- Nikolaï Asseïev (1889-1963)

## B
- Edouard Bagritski (1895-1934)
- Vsévolod Bagristki (1922-1942)
- Askold Bajanov (1934-2012)
- Iekaterina Bakhmeteva (1778 ou 1779-1841)
- Constantin Balmont (1867-1943)
- Eugène Baratinski (1800-1844)
- Agnia Barto (1906-1981)
- Constantin Batiouchkov (1787-1855)
- Demian Bedny (1883-1945)
- Vladimir Benediktov (1807-1873)
- Olga Bergholtz (1910-1975)
- Alexandre Bezymenski (1898-1973)
- André Biély (1880-1934)
- Alexandre Blok (1880-1921)
- Evgueni Bounimovitch (ru) (né en 1954)
- Ivan Bounine (1870-1953)
- Joseph Brodsky (1940-1996)
- Valéri Brioussov (1873-1924)

## C
- Varlam Chalamov (1907-1982)
- Stépan Chtchipatchev (1899-1979)

## D
- Denis Davidov (1784-1839)
- Antoine Delvig (1798-1831)
- Gabriel Derjavine (1743-1816)
- Mikhaïl Doudine (ru) (1916-1993)
- Alexandre Mikhaïlovitch Dobrolioubov (1876-1945)
- Phil Doudorov (1907-1939)
- Ioulia Drounina (1924-1991)

## E
- Ilya Ehrenbourg (1891-1967)
- Piotr Erchov (1815-1869)
- Sergueï Essénine (1895-1925)
- Evgueni Evtouchenko (1933-2017)

## F
- Athanase Fet (1820-1892)
- Leonid Filatov (1946-2003)

## G
- Alexandre Galitch (1918-1977)
- Sergueï Gandlevski (né en 1952)
- Alexeï Gastev (1882-1939)
- Vera Gedroitz (1870-1932)
- Fédor Glinka (1786-1880)
- Mikhaïl Golodny (1903-1949)
- Boris Golovine (1955-)
- Maxime Gorki (1868-1936)
- Sergueï Gorodetski (1884-1967)
- Igor Gouberman (1937-)
- Semion Goudzenko (1922-1953)
- Nicolas Goumilev (1886-1921)
- Alexandre Griboïedov (1795-1829)
- Apollon Grigoriev (1822-1864)
- Mikhaïl Guerassimov (1889-1939)

## H
- Zinaïda Hippius (1869-1945)

## I
- Nikolaï Iazykov (1803-1846)
- Véra Inber (1890-1972)
- Mikhaïl Issakovski (1900-1973)
- Viatcheslav Ivanov (1866-1949)

## J
- Vassili Joukovski (1783-1852)

## K
- Vassili Kamenski (1884-1961)
- Ilya Kaminsky (né en 1977)
- Nikolaï Karamzine (1766-1826)
- Pavel Katenine (1792-1853)
- Vassili Kazine (1898-1981)
- Vélimir Khlebnikov (1885-1922)
- Vladislav Khodassévitch (1886-1939)
- Yuli Kim (né en 1936)
- Vladimir Kirillov (1889-1943)
- Semion Kirsanov (1906-1972)
- Nikolaï Kliouïev (1884-1937)
- Pavel Kogan (1918-1943)
- Alexis Koltzov (1809-1842)
- Boris Kornilov (1907-1938)
- Alexandre Kouchner (né en 1936)
- Ivan Kozlov (1779-1840)
- Mikhaïl Koultchitski (1918-1943)
- Mikhaïl Kouzmine (1872-1936)
- Alexeï Kroutchonykh (1886-1968)
- Ivan Krylov (1769-1844)
- Wilhelm Küchelbecker (1797-1846)

## L
- Nikolaï Ladyguine (ru) (1903-1975)
- Mikhaïl Lermontov (1814-1841)
- Youri Levitanski (1922-1996)
- Mikhaïl Lomonossov (1711-1765)
- Vladimir Lougovskoi (1901-1957)
- Mikhaïl Loukonine (1918-1976)

## M
- Apollon Maïkov (1821-1897)
- Vladimir Maïakovski (1893-1930)
- Ossip Mandelstam (1891-1938)
- Samuel Marchak (1887-1964)
- Léonid Martynov (1905-1980)
- Marc Maximov (ru) (1918-1986)
- Alexandre Mejirov (1923-2009)
- Dimitri Merejkovski (1866-1941)
- Sergueï Mikhalkov (1913-2009)
- Ivan Moltchanov (1903-1958)
- Iounna Morits (né en 1937)

## N
- Semen Nadson (1862-1887)
- Vladimir Narbout (1888-1938)
- Alekseï Nedogonov (ru) (1914-1948)
- Nikolaï Nekrassov (1821-1877)
- Ivan Nikitine (1824-1861)
- Olessia Nikolaïeva (née en 1955)

## O
- Lev Ochanine (1912-1997)
- Alexandre Odoïevski (1802-1839)
- Boulat Okoudjava (1924-1997)
- Sergueï Orlov (ru) (1921-1977)
- Iossif Outkine (1903-1944)

## P
- Boris Pasternak (1890-1960)
- Vladimir Piast (1886-1940)
- Alexeï Plechtcheïev (1825-1893)
- Guerman Plissetski (ru) (né en 1931)
- Iakov Polonski (1819-1898)
- Alexandre Polejaïev (1805-1838)
- Alexandre Pouchkine (1799-1837)
- Nikolaï Prorokov (1945-1972)
- Kozma Proutkov (1801-1863)

## R
- Alexandre Radichtchev (1749-1802)
- Condrat Riléev (1795-1826)
- Robert Rojdestvenski (1932-1994)
- Ievdokia Rostoptchina (1811-1858)
- Lev Rubinstein (1947-2024)

## S
- Ilia Sadofev (1889-1965)
- Mikhaïl Savoyarov (1876-1941)
- Roman Sef (1931 -2009)
- Ilia Selvinski (1899-1968)
- Mark Sergueïev (1926-1997)
- Igor Severianine (1887-1941)
- Constantin Simonov (1915-1979)
- Constantin Sloutchevski (1837-1904)
- Boris Sloutski (1919-1986)
- Iaroslav Smeliakov (1913-1972)
- Boris Smolenski (1921-1941)
- Dan Solojoff (1908-1994)
- Fiodor Sologoub (1863-1927)
- Vladimir Soloviev (1853-1900)
- Victor Sosnora (1936 – 2019)
- Alekseï Sourkov (1899-1983)
- Maria Stepanova (née en 1972)
- Mikhaïl Svetlov (1903-1964)

## T
- Korneï Tchoukovski (1882-1969)
- Sacha Tchorny (1880-1932)
- Nikolaï Tikhonov (1896-1979)
- Fiodor Tiouttchev (1803–1873)
- Alexis Konstantinovitch Tolstoï (1817-1875)
- Marina Tsvetaiéva (1892–1941)
- Alexandre Tvardovski (1910-1971)

## V
- Pavel Vassiliev (1910-1937)
- Dmitri Vénévitinov (1805-1827)
- Piotr Viazemski (1792-1878)
- Evguéni Vinokourov (1925-1993)
- Iouri Vizbor (1934-1984)
- Maximilien Volochine (1877-1932)
- Andreï Voznessenski (1933-2010)
- Alexandre Vvedenski, (1904-1941)
- Vladimir Vyssotski (1938-1980)

## Z
- Nikolaï Zabolotski (1903-1958)
- Boris Zakhoder (1918-2000)
- Mikhaïl Zenkevitch (1886-1973)